# Bulgariska nationella alliansen
Den Bulgariska nationella alliansen (BNS) är en bulgarisk högerextremistisk organisation.

Logotyp

## Om partiet
BNS är kritiska till vad den menar är den befintliga korruptionen och till det multikulturella samhället i Bulgarien. Bns är även antikommunister och antisocialister. De menar att den sittande regeringen ska avgå genom "folkets vilja".
Bns hade i januari 2007 ca 0,6% stöd enligt en undersökning i Bulgarien. De gör dem till det 8.e största partiet i landet.

## Tillställningar
Organisationen arrangerar en årlig minnesmarsch till den bulgariske pronazistiske generalen Hristo Lukovs minne. Lukov var Bulgariens krigsminister 1935-1938 och hade då täta kontakter med Nazityskland. Lukov mördades 1943 av den kommunistiska motståndsrörelsen. 

## Grundare
- Bojan Rassate
- Kalin Molerov
- Nikola Paskov
- Peter Hadzjijski
- Andriana Miteva